# Борид диникеля
Борид диникеля — бинарное неорганическое соединение
никеля и бора
с формулой Ni2B,
желто-серые кристаллы,
не растворятся в воде.

## Получение
- Сплавление стехиометрических количеств чистых веществ:

{\displaystyle {\mathsf {2Ni+B\ {\xrightarrow {1125^{o}C}}\ Ni_{2}B}}}

## Физические свойства
Борид диникеля образует желто-серые кристаллы
тетрагональной сингонии,
пространственная группа I 4/mcm,
параметры ячейки a = 0,4970 нм, c = 0,4235 нм, Z = 4.

## Применение
- Материал для резисторов с низким электрическим сопротивлением.
- Катализатор в органическом синтезе.